# سیارک ۶۵۰۸
سیارک ۶۵۰۸ (به انگلیسی: 6508 Rolcik، نامگذاری:1982QM) شش هزار و پانصد و هشتمین سیارک کشف شده‌است که در ۲۲ اوت ۱۹۸۲ کشف شد.
قدر مطلق سیارک برابر ۱۳٫۷۰ است.